# Bukchang-dong
Bukchang-dong là một dong pháp lý, hoặc phường của quận Jung-gu ở Seoul, Hàn Quốc và được quản lý bởi dong hành chính, Sogong-dong.

## Liên kết
- (tiếng Anh) Trang chính thức Jung-gu Lưu trữ ngày 18 tháng 1 năm 2006 tại Wayback Machine
- (tiếng Hàn) Trang chính thức Jung-gu[liên kết hỏng]
- (tiếng Hàn) Hướng dẫn du lịch Jung-gu từ trang chính thức Lưu trữ ngày 31 tháng 8 năm 2011 tại Wayback Machine
- (tiếng Hàn) Tình trạng của Jung-gu Lưu trữ ngày 5 tháng 12 năm 2012 tại archive.today
- (tiếng Hàn) Văn phòng dân cư và bản đồ của Jung-gu Lưu trữ ngày 5 tháng 12 năm 2012 tại archive.today